# NGC 3163
NGC 3163 ist eine Elliptische Galaxie vom Hubble-Typ E/S0 im Sternbild Kleiner Löwe am Nordsternhimmel. Sie ist schätzungsweise 279 Millionen Lichtjahre von der Milchstraße entfernt und hat einen Durchmesser von etwa 65.000 Lj.

Im selben Himmelsareal befinden sich u. a. die Galaxien NGC 3150, NGC 3151, NGC 3152, NGC 3158
Das Objekt wurde am 17. März 1787 von Wilhelm Herschel entdeckt.